# World Games 2013/Ergebnisliste
Dieser Artikel listet die Ergebnisse der 9. World Games auf, die 2013 in Cali stattfanden.
Eine nach Nationen sortierte Übersicht der Medaillenverteilung ist unter World Games 2013/Medaillenspiegel verfügbar.

## Wettkampfsportarten

### Billard
Siehe auch: World Games/Billard
| Wettbewerb      | Gold            | Silber         | Bronze             |
| --------------- | --------------- | -------------- | ------------------ |
| 9-Ball Damen    | Chou Chieh-yu   | Kim Ga-young   | Kelly Fisher       |
| 9-Ball Herren   | Darren Appleton | Chang Jung-lin | Dennis Orcollo     |
| Dreiband Herren | Marco Zanetti   | Eddy Merckx    | Glenn Hofman       |
| Snooker Herren  | Aditya Mehta    | Liang Wenbo    | Dechawat Poomjaeng |

### Boule
Siehe auch: World Games/Boule
| Wettbewerb                                 | Gold                | Silber           | Bronze                 |
| ------------------------------------------ | ------------------- | ---------------- | ---------------------- |
| Boules Lyonnaise Herren                    | Mauro Roggero       | Guillaume Abelfo | Tomislav Kolobaric     |
| Boules Lyonnaise Damen                     | Xipeng Cheng        | Barbara Barthet  | Giorgia Rebora         |
| Boules Lyonnaise Präzisionsschießen Herren | Luigi Grattapaglia  | Yixin Zhang      | Thomas Allier          |
| Boules Lyonnaise Präzisionsschießen Damen  | Iva Vlahek          | Gaelle Millet    | Romina Soledad Bolatti |
| Boules Pétanque Doppel Herren              | Frankreich          | Thailand         | Belgien                |
| Boules Pétanque Doppel Damen               | Frankreich          | Thailand         | Kanada                 |
| Boules Raffa Doppel Herren                 | Italien             | Chile            | Argentinien            |
| Boules Raffa Doppel Damen                  | Volksrepublik China | Argentinien      | Brasilien              |

### Bowling
Siehe auch: World Games/Bowling
| Wettbewerb    | Gold               | Silber           | Bronze        |
| ------------- | ------------------ | ---------------- | ------------- |
| Einzel Damen  | Daria Kovalova     | Kelly Kulick     | Karen Marcano |
| Einzel Herren | Osku Palermaa      | Mads Sandbaekken | Dongjun Hwang |
| Mixed         | Vereinigte Staaten | Kanada           | Mexiko        |

### Faustball
Siehe auch: World Games/Faustball
| Wettbewerb | Gold        | Silber  | Bronze     |
| ---------- | ----------- | ------- | ---------- |
| Faustball  | Deutschland | Schweiz | Österreich |

### Feldbogenschießen
Siehe auch: World Games/Feldbogenschießen
| Wettbewerb           | Gold                   | Silber                 | Bronze            |
| -------------------- | ---------------------- | ---------------------- | ----------------- |
| Compoundbogen Herren | Reo Wilde              | Pierre Julien Deloche  | Roberto Hernández |
| Compoundbogen Damen  | Erika Jones            | Camilla Soemod         | Sara Lopez        |
| Compoundbogen Mixed  | Vereinigte Staaten     | Italien                | Deutschland       |
| Blankbogen Herren    | Giuseppe Seimandi      | David García Fernández | Bobby Larsson     |
| Blankbogen Damen     | Lina Bjorklund         | Andrea Raigel          | Eleonora Strobbe  |
| Recurvebogen Herren  | Jean-Charles Valladont | Brady Ellison          | Alan Wills        |
| Recurvebogen Damen   | Naomi Folkard          | Elena Richter          | Jessica Tomasi    |

### Flossenschwimmen
Siehe auch: World Games/Flossenschwimmen
| Wettbewerb                                | Gold                | Silber               | Bronze                     |
| ----------------------------------------- | ------------------- | -------------------- | -------------------------- |
| 50 m Streckentauchen Herren               | Igor Soroka         | Jewgeni Skortschenko | Kwan Ho Lee                |
| 50 m Streckentauchen Damen                | Baozhen Zhu         | Huanschan Xu         | Jana Kasimowa              |
| 100 m Flossenschwimmen Herren             | Jingwei Miao        | Dmytro Sidorenko     | Andrea Nava                |
| 100 m Flossenschwimmen Damen              | Baozhen Zhu         | Yaoyue Liang         | Saerom Choi/ Camille Heitz |
| 200 m Flossenschwimmen Herren             | Stefano Figini      | Andrea Nava          | Gyeongheon Yu              |
| 200 m Flossenschwimmen Damen              | Wasilisa Krawtschuk | Waleria Baranowskaja | Olga Schliakowska          |
| 400 m Flossenschwimmen Herren             | Stefano Figini      | Sven Lutzkendorf     | Denes Kanyo                |
| 400 m Flossenschwimmen Damen              | Wasilisa Krawtschuk | Jiao Liu             | Olga Schliakowska          |
| 4 × 100 m Staffel Flossenschwimmen Herren | Ukraine             | Italien              | Russland                   |
| 4 × 100 m Staffel Flossenschwimmen Damen  | China               | Südkorea             | Russland                   |

### Inline-Speedskating (Bahn)
Siehe auch: World Games/Inline-Speedskating
| Wettbewerb                  | Gold                | Silber               | Bronze                   |
| --------------------------- | ------------------- | -------------------- | ------------------------ |
| 0300 m Einzelsprint Damen   | Erika Zanetti       | Paola Segura         | An Yi Seul               |
| 0500 m Sprint Damen         | Yersi Puello Ortiz  | Paola Segura         | Huang Yu-Ting            |
| 01000 m Sprint Damen        | Huang Yu-Ting       | Mareike Thum         | Li Meng-Chu              |
| 15000 m Ausscheidung Damen  | Annette Heywood     | Dan Guo              | Rommy Melisa Munoz Velez |
| 0300 m Einzelsprint Herren  | Pedro Causil        | Andres Felipe Munoz  | Jang Su Chul             |
| 0500 m Sprint Herren        | Andrea Angeletti    | Lo Wei-Lin           | Jang Su Chul             |
| 01000 m Sprint Herren       | Andres Felipe Munoz | Bart Swings          | Pedro Causil             |
| 10000 m Punkte-Auss. Herren | Bart Swings         | Chen Yan-Cheng       | Felix Rijhnen            |
| 15000 m Ausscheidung Herren | Peter Michael       | Jorge Luis Cifuentes | Chen Yan-Cheng           |

### Karate
Siehe auch: World Games/Karate
| Wettbewerb                       | Gold                             | Silber                   | Bronze                    |
| -------------------------------- | -------------------------------- | ------------------------ | ------------------------- |
| Kumite, Klasse bis 60 kg Herren  | Andres Felipe Rendon Llanos      | Douglas Santos Brose     | El Mehdi Benrouida        |
| Kumite, Klasse bis 65 kg Herren  | Jose Guillermo Ramirez Gutierrez | Magdy Mamdouh Mohamed    | Tsuneari Yahiro           |
| Kumite, Klasse bis 70 kg Herren  | Jean Peña                        | Shinji Nagaka            | Tamer Morsy               |
| Kumite, Klasse bis 75 kg Herren  | Michael-Georgios Tzanos          | Diego Vandeschrick       | Kou Matsuhisa             |
| Kumite, Klasse bis 80 kg Herren  | Hao-Yun Huang                    | Islamutdin Eldarutschew  | Konstantinos Papadopoulos |
| Kumite, Klasse über 80 kg Herren | Jonathan Horne                   | Spyridon Margaritopoulos | Almir Cecunjanin          |
| Kumite, Open Herren              | Khalid Khalidow                  | Kestha Hany              | Almir Cecunjanin          |
| Kumite, Klasse bis 53 kg Damen   | Jelena Kovačević                 | Chen Yen Hui             | Gulderen Celik            |
| Kumite, Klasse bis 60 kg Damen   | Maria Sobol                      | Eva Medwedjowa Tulejiowa | Chang Ting                |
| Kumite, Klasse über 60 kg Damen  | Arnela Ondzaković                | Tiffany Fanjat           | Silvia Sperner            |
| Kumite, Open Damen               | Eva Medwedjowa Tulejiowa         | Letitia Carr             | Ema Aničić                |
| Kata Herren                      | Antonio José Díz Fernandez       | Ibrahim Magdy Ahmed      | Ryo Kiyuna                |
| Kata Damen                       | Sandy Brigitte Scordo            | Hoang Ngan Nguyen        | Sara Battaglia            |

### Rettungssport
Siehe auch: World Games/Rettungssport
| Wettbewerb                                                   | Gold               | Silber             | Bronze             |
| ------------------------------------------------------------ | ------------------ | ------------------ | ------------------ |
| 200 m Hindernisschwimmen Herren                              | Niccolò Maschi     | Federico Pinotti   | Thomas Vilaceca    |
| 50 m Retten einer Puppe Herren                               | Stefano Costamagna | Federico Pinotti   | David Marais       |
| 100 m Schwimmen und Retten mit Flossen Herren                | Francesco Bonanni  | Stefano Costamagna | Anil Sezin         |
| 100 m Schwimmen und Retten mit Flossen und Gurtretter Herren | Marcel Hassemeier  | Anil Sezin         | Francesco Bonanni  |
| 200 m Super Lifesaver Herren                                 | Marcel Hassemeier  | Federico Pinotti   | Thomas Vilaceca    |
| 4 × 25 m Puppenstaffel Herren                                | Deutschland        | Italien            | Republik Südafrika |
| 4 × 50 m kombinierte Staffel Herren                          | Frankreich         | Deutschland        | Italien            |
| 4 × 50 m Hindernisschwimmen Herren                           | Deutschland        | Italien            | Frankreich         |
| 200 m Hindernisschwimmen Damen                               | Silvia Meschiari   | Rongrong Zheng     | Magalie Rousseau   |
| 50 m Retten einer Puppe Damen                                | Magalie Rousseau   | Federico Pinotti   | Bieke Vandenabeele |
| 100 m Schwimmen und Retten mit Flossen Damen                 | Marta Mozzanica    | Anneloes Peulen    | Marcella Prandi    |
| 100 m Schwimmen und Retten mit Flossen und Gurtretter Damen  | Justine Weyders    | Maria Luengas      | Maike Op Het Veld  |
| 200 m Super Lifesaver Damen                                  | Magalie Rousseau   | Chiara Pidello     | Laura Pranzo       |
| 4 × 25 m Puppenstaffel Damen                                 | Deutschland        | Belgien            | Niederlande        |
| 4 × 50 m kombinierte Staffel Damen                           | Frankreich         | Niederlande        | Deutschland        |
| 4 × 50 m Hindernisschwimmen Damen                            | Frankreich         | China              | Italien            |

### Rollsport
Siehe auch: World Games/Rollsport
| Wettbewerb        | Gold                                        | Silber                                                   | Bronze                                     |
| ----------------- | ------------------------------------------- | -------------------------------------------------------- | ------------------------------------------ |
| Freeskaten Herren | Marcel Sturmer                              | Markus Lell                                              | Andrea Aracu                               |
| Freeskaten Damen  | Debora Sbei                                 | Lucija Mlinaric                                          | Nataly Otalora                             |
| Paarlaufen        | Italien (Danilo Decembrini, Sara Venerucci) | Argentinien (Javier Luis Anzil, Florencia Mariel Moyano) | Italien (Daniele Ragazzi, Giulia Merli)    |
| Team-Tanz         | Italien (Alessandro Spigai, Anna Remondini) | Italien (Filippo Lodi Forni, Elena Leoni)                | Kolumbien (Leonardo Parrado, Marcela Cruz) |

### Squash
Siehe auch: World Games/Squash
| Wettbewerb    | Gold             | Silber          | Bronze                 |
| ------------- | ---------------- | --------------- | ---------------------- |
| Einzel Damen  | Nicol David      | Natalie Grinham | Camille Serme          |
| Einzel Herren | Grégory Gaultier | Simon Rösner    | Miguel Ángel Rodríguez |

### Sumo
Siehe auch: World Games/Sumo
| Wettbewerb           | Gold                  | Silber                 | Bronze           |
| -------------------- | --------------------- | ---------------------- | ---------------- |
| Offene Klasse Herren | Ganchujagiin Naranbat | Yevhen Kozliatin       | Vasilii Margiev  |
| Offene Klasse Damen  | Anna Zhigalova        | Janaina Fernanda Silva | Svitlana Yaromka |

## Einladungssportarten
Die Ergebnisse der Einladungssportarten fließen nicht in den Medaillenspiegel mit ein.

### Inline-Speedskating (Straße)
Siehe auch: World Games/Inline-Speedskating
| Wettbewerb                  | Gold             | Silber                   | Bronze                         |
| --------------------------- | ---------------- | ------------------------ | ------------------------------ |
| 0200 m Einzelsprint Damen   | María José Moya  | Yersi Puello Ortiz       | Erika Zanetti                  |
| 0500 m Sprint Damen         | Erika Zanetti    | Pamela Verdugo           | Jana Gegner                    |
| 10000 m Punkte Damen        | Yang Ho-Chen     | Rommy Melisa Munoz Velez | Huang Yu-Ting                  |
| 10000 m Punkte-Auss. Damen  | Yang Ho-Chen     | Rommy Melisa Munoz Velez | Huang Yu-Ting                  |
| 20000 m Ausscheidung Damen  | Dan Guo          | Yang Ho-Chen             | Rommy Melisa Munoz Velez       |
| 0200 m Einzelsprint Herren  | Emmanuelle Silva | Andres Felipe Munoz      | Jorge Luis Martinez Morales    |
| 0500 m Sprint Herren        | Pedro Causil     | Andres Felipe Munoz      | Andrea Angeletti               |
| 10000 m Punkte Herren       | Liao Yen-Sheng   | Jorge Luis Cifuentes     | Bart Swings                    |
| 20000 m Ausscheidung Herren | Bart Swings      | Peter Michael            | Jorge David Bolanos Villacorte |